# San Isidro del Guadalete
San Isidro del Guadalete es una localidad pedánea y EATIM, perteneciente al municipio de Jerez de la Frontera, en la comunidad autónoma de Andalucía, España. Se encuentra situado a 15 km al sureste del centro de Jerez y a unos 42 km de Cádiz. El término pedáneo tiene 564 habitantes.

## Historia
En 1956, San Isidro del Guadalete, nace tras una decisión del Instituto Nacional de Colonizaciones, del gobierno franquista junto al río de igual nombre. Fue habitada por jornaleros que trabajaban en fincas y latifundios cercanos. Es uno de los núcleos poblacionales más pequeños de la zona, todos ellos creados en el mismo proceso de colonización o durante expropiaciones realizadas durante la Segunda República.

## Principales actividades
La mayor parte de sus habitantes se emplean en agricultura y ganadería. También destaca que en su término municipal se encuentra una importante cooperativa de producción de miel que tiene abierto al público un Museo de la Miel.

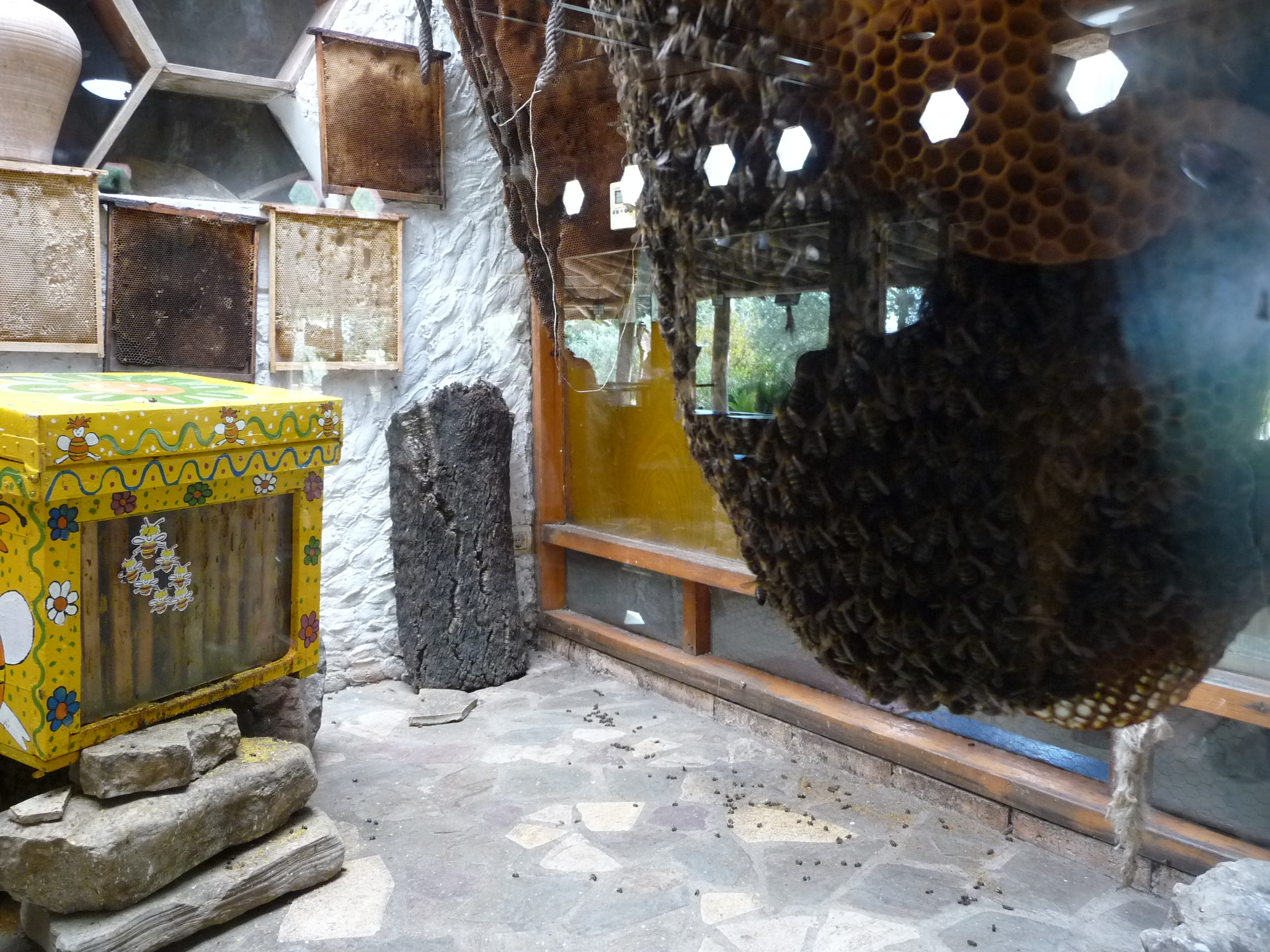
Museo de la Miel

## Fiestas
- Carnaval de  Agrupación del Chico(febrero)[1]
- Día de Andalucía[2]
- En el mes de mayo es famosa la romería de la Virgen de Fátima, en la que procesiona una imagen de la vecina El Torno.[3] Esta procesión dejó de celebrarse en 2013 después de más de 60 años por una polémica que termina con la unión de las dos hermandades de ambas pedanías en una única[4]
- Caminata de Cris

## Evolución demográfica
El siguiente cuadro representa la evolución demográfica de la pedanía
| Gráfica de evolución demográfica de San Isidro del Guadalete entre 1991 y |
|                                                                           |

## Reconocimientos
Se ha nombrado a Hijo Adoptivo a "Alfonso Guerra" 